# فرودگاه سنتوسل
فرودگاه سنتوسل (به انگلیسی: Centocelle Airport) (به زبان بومی: Aeroporto di Centocelle) یک فرودگاه نظامی است . این فرودگاه در کشور ایتالیا قرار دارد .